# 尾立維孝

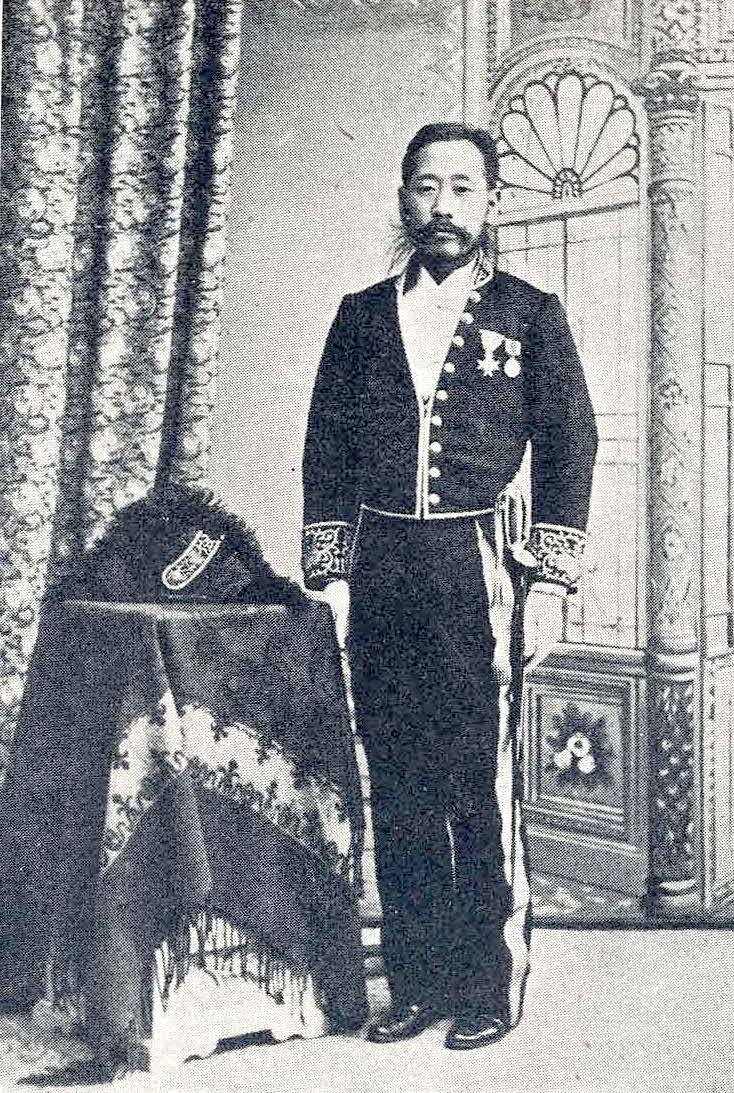
尾立維孝

尾立 維孝（おだて これたか、1860年1月8日（安政6年12月26日）- 1927年（昭和2年）6月21日）は、明治期の検察官。錦鶏間祗候。

## 経歴
豊前国宇佐郡津房村（現在の大分県宇佐市）出身。中津の白石照山塾で学んだ。広島師範学校、二松學舍を経て、1883年（明治16年）に司法省法学校を卒業。東京地方裁判所判事補、大阪地方裁判所検事、東京地方裁判所検事、宮崎地方裁判所検事正、宇都宮地方裁判所検事正、名古屋地方裁判所検事正を歴任。1899年（明治32年）に台湾総督府法院覆審法院検察官長に転じた。1910年（明治43年）に退官し、1912年（大正元年）11月18日に錦鶏間祗候となった。
退官後は二松學舍理事を務めた。

## 栄典
- 1906年（明治39年）11月30日 - 従四位[6]
- 1911年（明治44年）12月11日 - 正四位[7]

## 著書
- 『立志実伝大倉喜八郎』二松学舎出版部、1925年。